# Joanna Kluzik-Rostkowska
Joanna Grażyna Kluzik Rostkowska (Katowice, 14 de diciembre de 1963), política polaca. Lideró el partido político conocido como Polonia es lo más importante y es miembro del Sejm.
Egresada de la Universidad de Varsovia con un M.A. en Periodismo y Ciencias Políticas. Fue elegida diputada al Sejm por el partido Ley y Justicia. Durante unos meses de 2007 fue Ministra de Trabajo. En 2010 fue jefa de campaña de la candidatura presidencial de Jarosław Kaczyński.  Entre 2013 y 2015 se desempeñó como Ministra de Educación.